# FDDI
Fiber Distributed Data Interface, FDDI (укр. розподілений волоконний інтерфейс даних) — специфікація, що описує високошвидкісні мережі з методом доступу із передачею маркера на основі оптоволокна.
Стандарт був розроблений в 1986 році Національним Американським Інститутом Стандартів (ANSI) і отримав номер ANSI X3T9.5.

## Опис
Забезпечує зв'язок між мережами різних типів, може використовуватись в MAN, але має обмеження на довжину кільця (не більше 100 км). Виступає в ролі магістральної мережі, до якої можуть підключатись інші менш продуктивні мережі.
Має суттєву відмінність від традиційної технології з передачею маркера. Так, певний комп'ютер може захопити маркер на певний проміжок часу і звільнити його одразу після завершення передачі. Тому в даних мережах можлива циркуляція декількох кадрів одночасно.
Вибір оптоволокна як середовища передачі визначив такі переваги нової мережі, як висока перешкодозахищеність, максимальна таємність передачі інформації й гальванічна розв'язка абонентів. Висока швидкість передачі, що у випадку оптоволоконного кабелю досягається набагато простіше, дозволяє вирішувати багато завдань, недоступних менш швидкісним мережам, наприклад, передачу зображень у реальному масштабі часу. Крім того, оптоволоконний кабель легко вирішує проблему передачі даних на відстань декількох кілометрів без ретрансляції, що дозволяє будувати більші за розмірами мережі, що охоплюють навіть цілі міста й мають при цьому всі переваги локальних мереж (зокрема, низький рівень помилок). Все це визначило популярність мережі FDDI, хоча вона поширена ще не так широко, як Ethernet й Token ring.
Також для FDDI часто застосовують топологію подвійного кільця. Трафік в такій мережі складається із двох потоків, протилежних за напрямком, по двох кільцях. У разі виходу з ладу одного з них, мережа автоматично змінює конфігурацію. Одне кільце вважається основним, ним передається інформація в звичайному стані; друге — додатковим, ним дані передаються у разі обриву на першому кільці.
Стандарт FDDI для досягнення високої гнучкості мережі передбачає включення в кільце абонентів двох типів:
- Абоненти (станції) класу А (абоненти подвійного підключення, DAS — Dual-Attachment Stations) підключаються до обох (внутрішнього і зовнішнього) кілець мережі. При цьому реалізується можливість обміну зі швидкістю до 200 Мбіт/с або резервування кабелю мережі (при ушкодженні основного кабелю використовується резервний). Апаратура цього класу застосовується в найкритичніших з погляду швидкодії частинах мережі.
- Абоненти (станції) класу В (абоненти одинарного підключення, SAS — Single-Attachment Stations) підключаються тільки до одного (зовнішнього) кільця мережі. Вони простіші й дешеві, у порівнянні з адаптерами класу А, але не мають їхніх можливостей. У мережу вони можуть включатися тільки через концентратор або обхідний комутатор, що відключає їх у випадку аварії.

FDDI визначає чотири типи портів абонентів:
- Порт A призначений тільки для пристроїв подвійного підключення, його вхід підключається до первинного (зовнішнього) кільця, а вихід — до вторинного (внутрішнього) кільця.
- Порт B призначений тільки для пристроїв подвійного підключення, його вхід підключається до вторинного (внутрішнього) кільця, а вихід — до первинного (зовнішнього) кільця. Порт A звичайно з'єднується з портом B, а порт В — з портом A.
- Порт M (Master) призначений для концентраторів і з'єднує два концентратори між собою або концентратор з абонентом при одному кільці. Порт M як правило з'єднується з портом S.
- Порт S (Slave) призначений тільки для пристроїв одинарного підключення (концентраторів й абонентів). Порт S звичайно з'єднується з портом M.

Обмеження: для двох кілець загальна довжина кабелю не повинна перевищувати 200 км; число вузлів — 500 на кільце.
Через кожні 2 км встановлюються ретранслятори (repeater). Комп'ютери можуть підключатись як до обох кілець (станції класу А, беруть участь у конфігурації мережі) так і до одного (станції класу В, не беруть участі у конфігурації мережі). В мережах FDDI комп'ютери можуть мати з'єднання «точка-точка» із концентратором, що означає реалізацію топології «зірка-кільце». Усі комп'ютери в мережі FDDI відповідають за моніторинг передачі маркера.
Існує також модифікація даної технології — CDDI, яка реалізується на мідному кабелі.